# Alla prima

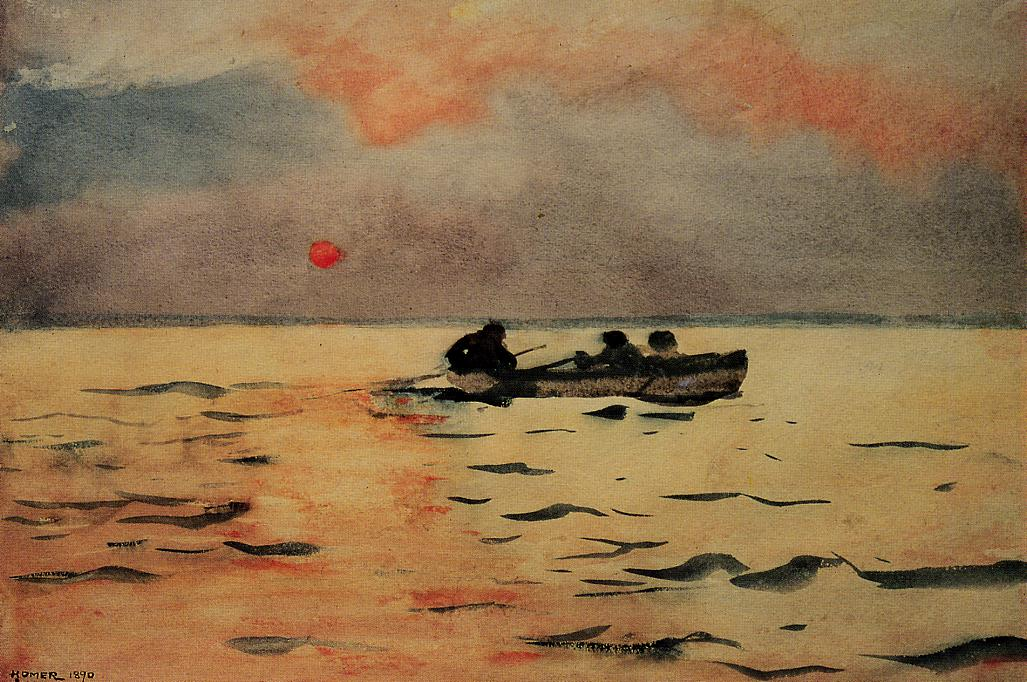
Winslow Homer, Rowing Home, 1890.

Alla prima est un terme italien équivalent du français « au premier coup » qui désigne une technique de peinture à l'huile dans laquelle l'aspect final du tableau est obtenu immédiatement par l'application d'une couche de peinture.
Peindre alla prima s'oppose au lent travail par couches successives et glacis. Cette technique rapide servait, depuis le XVIe siècle, pour des projets, esquisses et ébauches de tableau, et pour les pochades, faites sur le motif en préparation d'un paysage composé, élaboré ensuite en atelier.

## Historique
Ce style, qui donne à voir beaucoup la touche de l'artiste, fut en vogue à plusieurs époques et en plusieurs lieux.
Vitet, qui ne cache pas sa préférence pour l'académisme, affirme que du temps de Clément VII et Sixte V, à Rome « tout ce qui n'était pas fatto alla prima ne méritait pas qu'on le regardât ». C'est presque aussi le cas à l'époque où il écrit.
Après Fragonard, Constable, Delacroix, Turner, de très nombreux artistes parmi les plus célèbres ont produit de cette manière, occasionnellement ou systématiquement, malgré les préceptes académiques. Les peintres de l'école de Barbizon valorisent cette technique qui permet de terminer rapidement une peinture sur le motif, à la lumière naturelle.
Tous les peintres modernes en font un usage exclusif. Le terme n'implique cependant pas qu'on peigne d'après nature.